# Anna Pendergast
Anna Marie Pendergast, coniugata Stammberger (Charlottetown, 26 giugno 1961), è un'ex cestista canadese.

## Carriera
Con il Canada ha disputato i Giochi olimpici di Los Angeles 1984, tre edizioni dei Campionati mondiali (1983, 1986, 1990) e i Campionati americani del 1989.